# 白逾桓
白逾桓（1876年—1935年5月3日），字楚香，湖北京山人，中国民主革命家，中华民国政治及报界人物。

## 生平

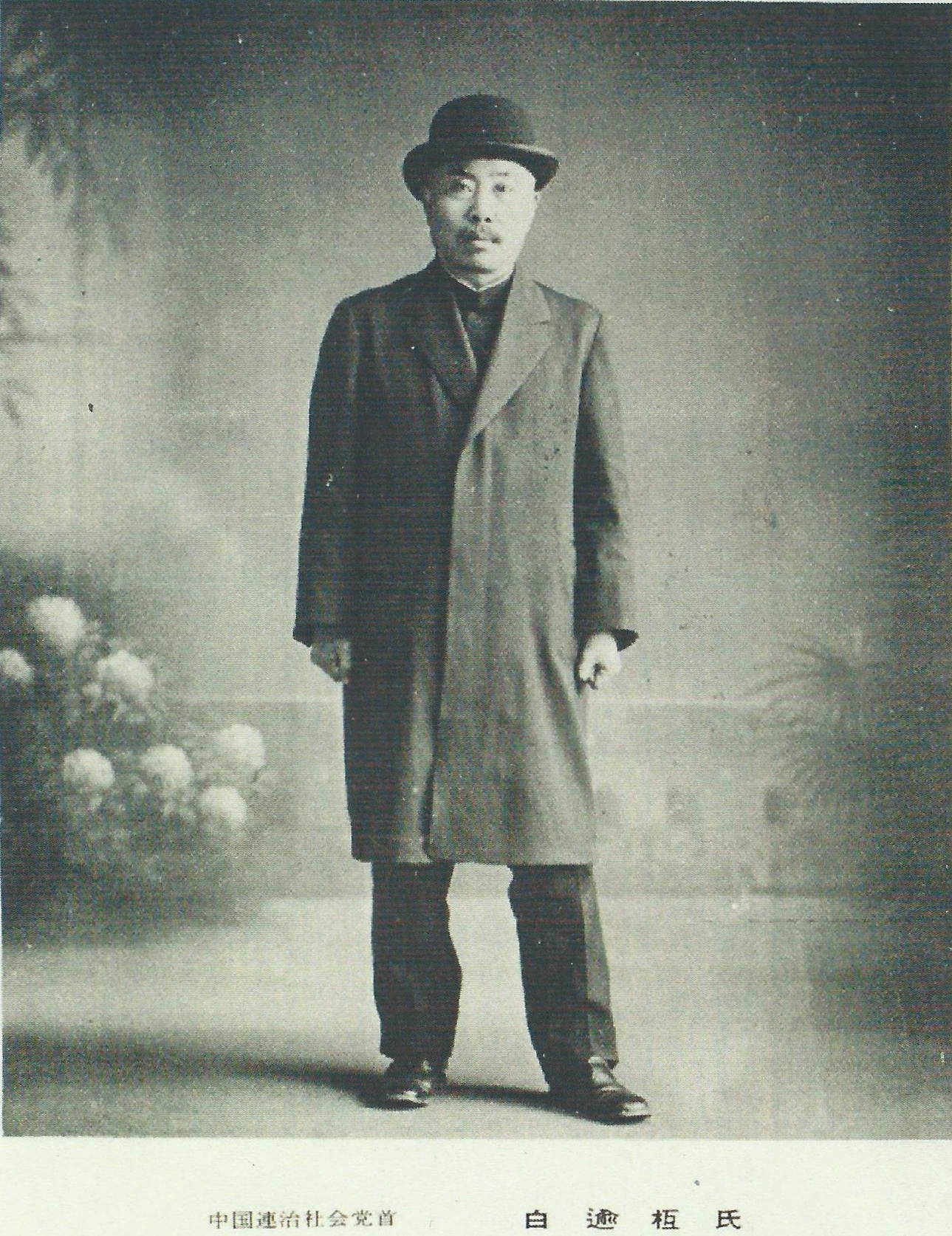

白逾桓本姓刘，原籍京山，幼年丧父，随母亲到湖北天门县竟陵镇白林记油榨坊任佣工，被东家收为养子，更名白逾桓。后来他考入湖北文普通学堂，因为成绩优异而被选派到日本留学。在日本他先在明治法律学校学习法律。1905年，他和宋教仁等在东京创办《二十世纪之支那》杂志，同年，他入东京早稻田大学攻读政治经济学，1905年7月加入中国同盟会，并被推为干事。他和居正、田桐、吴昆被誉为中国同盟会的鄂籍四杰。1907年3月，他受黄兴派遣，和宋教仁、吴昆由日本回中国东北安东，成立了中国同盟会辽东支部，运动马侠李逢春、韩登举，策划起义占领辽沈，因事情败露而被捕。他被逮捕入狱经年，后递解回籍。在递解回籍途中路过广宁时，他邀请解差到日侨开办的餐馆吃饭，其间用日语嘱咐日妓劝酒，将解差灌醉，他遂乘机成功脱逃，后来潜入天津。1911年2月，他化名“吴友石”，在北京创办了《国风日报》，并担任社长兼总编辑，宣传反清。
1911年武昌起义爆发后，他到汉口任鄂军都督府参议，参加阳夏保卫战任督战员。1911年11月，他参加京津同盟会分会。他还在1911年12月参与发起成立北方革命协会。南北议和后，他在北京继续办《国风日报》，同共和党所办拥护袁世凯的报纸进行竞争，并带头捣毁了共和党的报馆。1913年3月宋教仁在上海遇刺身亡。白逾桓参与筹办宋教仁的丧事，并在《国风报》上抨击袁世凯，结果报馆被查封。1913年4月，他当选民元国会众议院议员。1913年，他到上海参加孙中山、黄兴领导的二次革命，任吴淞要塞总监兼宝山县知事，据守吴淞炮台。二次革命失败后，他流亡日本，并遭到袁世凯通缉。1916年4月，他回到汉口，参与讨伐袁世凯，谋求湖北独立。袁世凯死后，他回到北京，和田桐、褚辅成等成立了丙辰俱乐部。后来他回到天津，主办《宪报》，鼓吹民主宪政。
1917年，孙中山发动护法战争之后，1919年他到广州出席非常国会。因反对选孙中山为非常大总统，他在1921年被梁钟汉等殴打受伤。他和陈炯明共同反对孙中山的北伐主张。被殴打受伤后，他回到上海，以办报为业。1924年，中国国民党改组之时，他反对孙中山的联俄、联共、扶助农工政策，反对国共合作。1927年南京国民政府成立之后，他抱持反对的态度。1927年，他到日本主办《中华民国》杂志，其间获悉日本首相田中义一提出“大陆政策”，遂以《白逾桓致章太炎书》寄信上海，披露此事。1931年，他回到中国。1933年11月28日，他因抨击蒋介石而在上海明石街耕余里 2 号的住宅内遇刺，经抢救生还。1931年，他和陈炯明到天津活动，并在天津日租界创办《震报》（1933年更名为《振报》），自任主笔，接受日方津贴，宣传泛亚细亚思想。他还组织了亲日团体中华民主同盟会，和日本关东军司令官南次郎等有书信往来。
1935 年5月3日，他在天津日租界寓所遇刺身亡（一说被酒井隆策划暗杀身亡，一说为中国国民党方面蓝衣社策划暗杀身亡）。他和《国权报》社长胡恩溥的遇刺身亡被称为河北事件。